# Каган, Ричард Лорен
Ричард Лорен Каган (Richard Lauren Kagan; род. 1943, Нью-Джерси) — американский историк, специалист по истории ранней современной Европы, в особенности Габсбургской Испании и её заморской империи. Доктор философии (1968), эмерит-профессор Университета Джонса Хопкинса, где трудится с 1972 года, член Американского философского общества (2011), членкор испанской Королевской академии истории (2012).
Окончил Колумбийский университет (бакалавр, 1965). Степень доктора философии получил в 1968 году в Кембридже.
C 1972 года на кафедре истории Университета Джонса Хопкинса, ныне именной профессор (Arthur O. Lovejoy Professor) современной истории (эмерит), с 2013 года также профессор Академии университета.
Публиковал статьи в American Historical Review, Art Bulletin, Journal of Interdisciplinary History, Past and Present, Rivista Historica Italiana, Società e Storia, Studies in the History of Art, Studia Historica.
Почётный доктор.
Командор Ордена Изабеллы Католической.